# Viliam Figuš-Bystrý

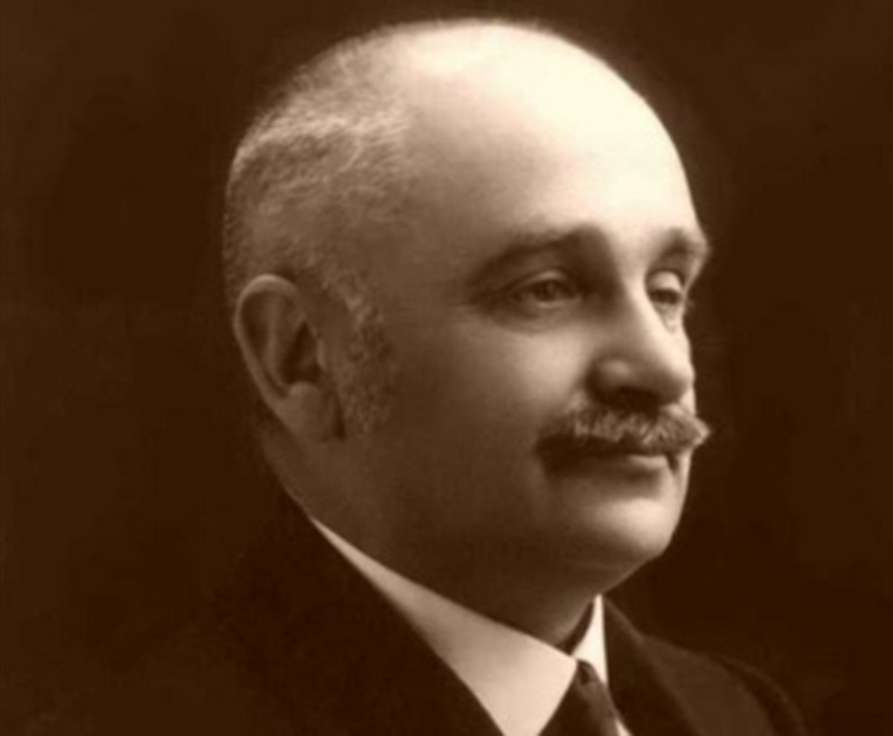
Viliam Figuš-Bystrý

Viliam Figuš-Bystrý (* 28. Februar 1875 in Banská Bystrica; † 11. Mai 1937 Banská Bystrica) war ein slowakischer Komponist.
Figuš-Bystrý besuchte von 1885 bis 1889 das Gymnasium und bis 1893 das Lehrerbildungs-Institut seiner Heimatstadt. Er wirkte dann als Lehrer in Pilis (Ungarn), Ostrá Lúka (bis 1895), Zvolenská Slatina (bis 1907) und im jugoslawischen Padina (bis 1906). Seit 1907 lebte er als Lehrer an einer evangelischen Schule wieder in seiner Heimatstadt. Zwischen 1911 und 1914 unterrichtete er an der Franz-Liszt-Musikakademie in Budapest.
Figuš-Bystrý gehörte zu den Begründern des slowakischen Künstlerverbandes, dessen Vorsitzender er als 1925 war. Er ist der Komponist der ersten slowakischen Nationaloper. Daneben komponierte er mehrere Orchesterwerke, Kammermusik, eine Kantate, Klavier- und Violinstücke und Lieder. Außerdem gab er eine Sammlung von über eintausend slowakischen Volksliedern heraus.

## Werke
- Tance für Klavier, 1893–1922
- Slovenské ľudové piesne I–V, 1903–36
- Z detského života, 1912–19
- Sonatína Nr. 1 G-Dur, 1913
- Sonatína Nr. 2 C-Dur, 1914
- Hudobné rozmary, 1914–33
- Sonatína Nr. 3 d-Moll, 1915
- Scherzo, 1915
- Perličky, 1915–33
- Náladové obrazy, 1916
- Lístky do pamätníka für Klavier, 1916–22
- Pät skladieb pre husle a organ, 1916–26
- Klavírne kvarteto Es-Dur, 1918
- Slovenský zborník, 1919–21
- Pestré lístky für Klavier, 1921–33
- Z mojej mladosti für Sinfonieorchester, 1921–34
- Sláčikové trio G-Dur, 1921–36
- Staré hodiny, Tanzszene, 1922
- Slávnostný pochod für Klavier, 1922
- Detvan Oper nach Andrej Sládkovič, 1922–26
- Tisíc slovenských ludových piesní I–X, 1924–27
- Nemôžem byť tvojou, lyrische Szene, 1926
- Pochodové piesne, 1928–30
- 6 ofertórií, 1932
- Pršianska gajdová pieseň, 1932
- Ja som bača velmi starý…, 1932
- Hudobné miniatúry für Klavier, 1932–33
- Dve Ave Maria 1933
- Polné kvietky, 1933
- Sonáta e-Moll, 1934
- Pochodové slovenské ľudové piesne, 1934
- Ľudové balady, 1934
- Púchovské piesne, 1934
- Zbojnícke piesne, 1934–35
- Bačov žart, 1935
- Marta-Polka für Sinfonieorchester, 1936
- Šest skladieb pre organ, 1936–37
- Pod Poľanou, Tanzszene für Tenor, Chor und Orchester, 1937
- Mesiac rozpráva für Sinfonieorchester (Instrumentation von Ján Cikker), 1937
- Sláčikové trio e-Moll, 1937

| Personendaten    | Personendaten          |
| ---------------- | ---------------------- |
| NAME             | Figuš-Bystrý, Viliam   |
| KURZBESCHREIBUNG | slowakischer Komponist |
| GEBURTSDATUM     | 28. Februar 1875       |
| GEBURTSORT       | Banská Bystrica        |
| STERBEDATUM      | 11. Mai 1937           |
| STERBEORT        | Banská Bystrica        |